# Helio Kickflip
Il Kickflip, prodotto da VK Mobile, fu uno dei due dispositivi lanciati dalla Helio e fu commercializzato pesantemente per gli utenti di MySpace. Il Kickflip è un cellulare con apertura a rotazione, di colore bianco e frontalmente piatto (solo lo schermo). Il cellulare include una fotocamera da 2-megapixel, registrazione di video da 90 minuti, pulsanti laterali, schermo QVGA e una batteria resistente fino a 8 giorni in Stand-by e 3 ore in chiamata. I recensori di PC Magazine e Infosync hanno esaltato il design del telefono, ma ha osservato la mancanza del bluetooth e una vasta gamma di bug nelle applicazioni del telefono che hanno colpito le funzionalità di base del telefono.